# Pogonomyrmex kusnezovi
Pogonomyrmex kusnezovi is een mierensoort uit de onderfamilie van de Myrmicinae. De wetenschappelijke naam van de soort is voor het eerst geldig gepubliceerd in 2009 door Cuezzo & Claver.